# 2018年老挝溃坝事故
2018年老挝溃坝事故是指2018年7月23日当地时间20时左右老挝南部的阿速坡省的桑片-桑南内（Xe Pian-Xe Namnoy）水电站工程的坝高16m的D副坝发生溃坝。

## 工程概况
桑片-桑南内水电站位于老挝东南部占巴塞省巴松县的波罗芬高原，距离老挝首都万象东南约550km。该工程由Xe-Namnoy、Xe-Pian和Houay  Makchanh三座大坝、五座副坝、输水系统以及发电厂房组成。
- Houay  Makchanh水库控制流域面积81km2，大坝为混凝土溢流坝，最大坝高8.5m，坝轴线长1689.0m，坝顶高程814.5m，通过引水渠将水引至桑片水库。
- 桑片水库控制流域面积217km2，大坝为混凝土重力坝与黏土心墙堆石坝的组合坝，最大坝高47m，坝轴线长1250.0m，坝顶高程799.5m，正常蓄水位791.9m，水库总库容2872万m3；
- 桑片水库通过7.96km的引水渠与桑南内水库相连。
- 桑南内水库，控制流域面积522km2，大坝为黏土心墙堆石坝，最大坝高75.5m，坝轴线长1430m，坝顶高程792.5m，正常蓄水位786.5m，水库总库容为10.43亿m3。
- 发电引水隧洞，将水从桑南内水库引至发电厂房。首先通过低压水平引水洞，直径4.4~5.0m，长13,600m；然后进入垂直引水洞，直径4.4m，高475m；再进入高压水平引水洞，直径3.6~4.4m，长1,590m；最后进入压力水管，直径3.6m，长810m
- 发电厂房，总装机容量410MW。尾水渠长6.33km，注入公河（Xe Kong）。通过230KV输电线长110km，再升压为500KV长60km送入泰国。
- 由于地势上的高低不平，除了桑南内河的主坝，桑南内水库在西侧的部分山谷处还需要建造另外五座高度较矮的副坝（saddle dam），以保持水库中的水不会从地势较低的地方流出。分别成为A、B、C、D、E副坝。这些副坝的最大高度为17m。D副坝是黏土坝，接近巴松县（英语：Paksong District）。

该工程由桑片-桑南内电力公司(Xe-Pian Xe-Namnoy Power  Company，PNPC)投资，2013年2月开始建设，计划2019年投产发电。PNPC公司是2012年3月由韩国SK建设株式会社（SKEC，持股26%）、泰国Ratchaburi发电控股公司（RATCH，持股25%）、韓国西部発電（KOWEPO，持股25%）、老挝国有控股企业（LHSE，持股24%）于2012年3月组成的合资企业 。该项目投资约10.2亿美元，PNPC公司与老挝政府签署了BOT模式特许经营协议，电站投入商业运营后特许经营27年，370MW的电力将出售给泰国电力公司（EGAT），40MW的电力将出售给老挝电力公司（EDL）。
老挝政府秉持水电立国政策。截至2017年，老挝有46座运行中水电站，54座规划水电站。在建10座水电站。三分之二的发电量出口到邻国。

## 溃坝经过
|  |

发生溃决事故的是位于桑南内水库西南侧的D副坝（Saddle Dam  D），为土坝，坝高16m，坝轴线长770m，坝顶宽8m。2018年7月20-21日熱帶風暴“山神”过境导致强降雨。7月20日，D副坝“中部出现11厘米沉陷”。7月22日录得了438mm的超大降雨量。7月22日中午，D号副坝已经出现了裂缝。22日17：00，承包商才开始对坝体的损害情况进行巡查与拍照。此时水位约为坝顶以下5m左右，为主汛期满库状态迎水面的大坝坝体裂缝已经发展为错台。另一侧的下游坡面也出现了明显的错台，坝顶的裂缝在不断加深。7月23日04:30降雨已经停止，但坝体开始无可挽回的坍塌，迎水面的坝体出现绕坝顶向内旋转，下游坡面出现了一定程度的向上抬升，这是非常明显的坝体圆弧滑动的特征。7月23日09:00，圆弧滑动继续发展，坝顶下沉的同时，下游坡面的上抬已经十分明显。7月23日10:35，坝体被水面坡脚的土路没有出现明显的损坏，但土路更外面的树林出现了倾倒，这意味着圆弧的滑出面可能出现在更远的树丛之中。7月23日11:46，坝顶大面积塌陷蓄水，水已从坝体的下游渗出，决堤只是时间问题。7月23日，桑片-桑南内电力公司移民安置部负责人Lee Kang Yeol向占巴塞省和阿速坡省政府发出告急函，指出由于严重暴雨导致库水漫过D副坝的坝顶，情况非常危急，要求紧急疏散桑片河下游居民。23日中午12时，当地政府下令下游村民撤离。7月23日14:36，坝顶更大的决口出现，大部坝顶几乎已下沉至水面以下。7月23日15:03，坝顶翻越而下的溃口清水，同时下游树丛间不断有浑浊的水渗出，意味着大坝渗漏通道已延伸至此，证明了滑裂面的深度大，已经穿越了坝体，在坝基之下发展。7月23日17:24副坝的一部分整体坍塌，库水喷薄而下，向西沿山谷流5km汇入桑片河。7月24日9:04，D副坝全面决堤，滑裂面已经到达了基岩。由于桑片河道容量有限，洪水漫出河道泛滥。阿速坡省Sanamxay地区多个村庄被淹。

## 事后调查
在决堤发生后，D号副坝的中间部分被彻底摧毁。事故现场勘察主要集中在左右两侧残留坝体区域。在红土碾压坝体中，发现：
- 土层混杂有植物根系
- 不完全是粘性土，部分区域夹有粗颗粒的砂层。（存在很大的不均匀性）
- 存在一些小孔洞，不断有水渗出。（令人怀疑地基的渗透性是否过高，这会导致地基土也会不断被侵蚀）
- 部分区域的渗水，会持续带出细颗粒[12]

根据D号副坝的初步设计方案，在坝体中线处的红土地基布置了5m深的截水槽，并辅以5排的灌浆帷幕延伸至基岩表面。同时为了防止水从坝体背水坡面渗出，在坝体的下游位置还设置了1m厚的排水垫层。然而，到了详细设计阶段，截水槽与灌浆帷幕都被“优化”掉了。理由是根据2014年红土土样的渗透试验结果，认为地基土的渗透性已经足够低，可以视作天然的防渗层，没有必要再多此一举。最终施工时，坝体下游位置的截排水措施又进一步缩减，排水垫层厚度比设计图减少了50cm。事故调查方对残余坝体试坑渗透试验测出的渗透系数比2014年的结果高出100倍。在某些夹砂层或存在小孔洞的区域，渗透系数可能更高。坝体红土高渗透性说明：2014年的试验结果是仅凭单个土样室内试验得出的，无法准确地反映现场土层的不均匀性。调查结果显示，红土地基渗流引起的内部冲蚀破坏是最关键的因素，造成了坝体与坝基的圆弧滑动垮坝，这从取消初步设计方案的心墙截水措施的那一刻就已经注定了。
事故调查总结的教训是：
- 岩土工程具有不确定性。在本项目中体现为红土地基的不均匀性，在干燥状态下也许十分坚硬，但遇水后是脆弱的。[15]
- 在岩土工程设计中，仅依靠少数钻孔及室内试验结果，很可能无法保障安全设计。现场的仔细观察及现场原位测试是必须的。[16]
- 地质条件是在不断变化的，务必要将天然状态与工后的状态进行比较。在本项目中，大坝蓄水后，地基土将会从天然状态转变为饱和状态，从而导致地基土软化。
- 由于坝体材料或施工质量的问题，造成坝体中部（鞍形垭口底部）与岸坡处的不均匀变形，从而形成垂直于坝轴线方向的裂缝，通常，这种裂缝主要分布在坝肩部位。
- 坝体渗流控制措施存在缺陷，在高水位情况下，坝体内部出现渗透破坏，坝体内细颗粒流失后造成坝顶塌陷。
- 从防汛运行调度管理的角度，当地5月-10月为雨季，7月为降雨最大月。应制定防洪度汛计划，根据水、雨情的变化，提前预留防洪库容，根据雨情、水情预报确报及时开闸泄洪。
- 大坝安全管理中，大坝的设计和运行管理要充分考虑当地极端气象条件的应对措施，建立行之有效的预警与应急处置系统。[17]

## 大坝重建
2019年6月19日重建，2019年10月22日完成土方施工。 